# أوين باتريك برنارد كوريغان
أوين باتريك برنارد كوريغان (بالإنجليزية: Owen Patrick Bernard Corrigan) هو كاهن كاثوليكي أمريكي، ولد في 5 مارس 1849 في بالتيمور في الولايات المتحدة، وتوفي في 8 أبريل 1929.